# Langdale Pikes
La chaîne des Langdale Pikes, qui se dresse le long du versant nord de la vallée de Great Langdale (Cumbria, Angleterre) constitue l’une des principales attractions du Lake District. Depuis la vallée, ils prennent l’apparence d’une crête rocheuse abrupte, mais seul le versant sud présente réellement des à-pics ; sur le versant nord, les coteaux s’inclinent doucement en direction de High Raise, sommet jumeau de cette chaîne. Les Langdale Pikes sont (d’ouest en est) le Pike of Stickle, le Loft Crag, le Harrison Stickle et Pavey Ark.

## Pike of Stickle

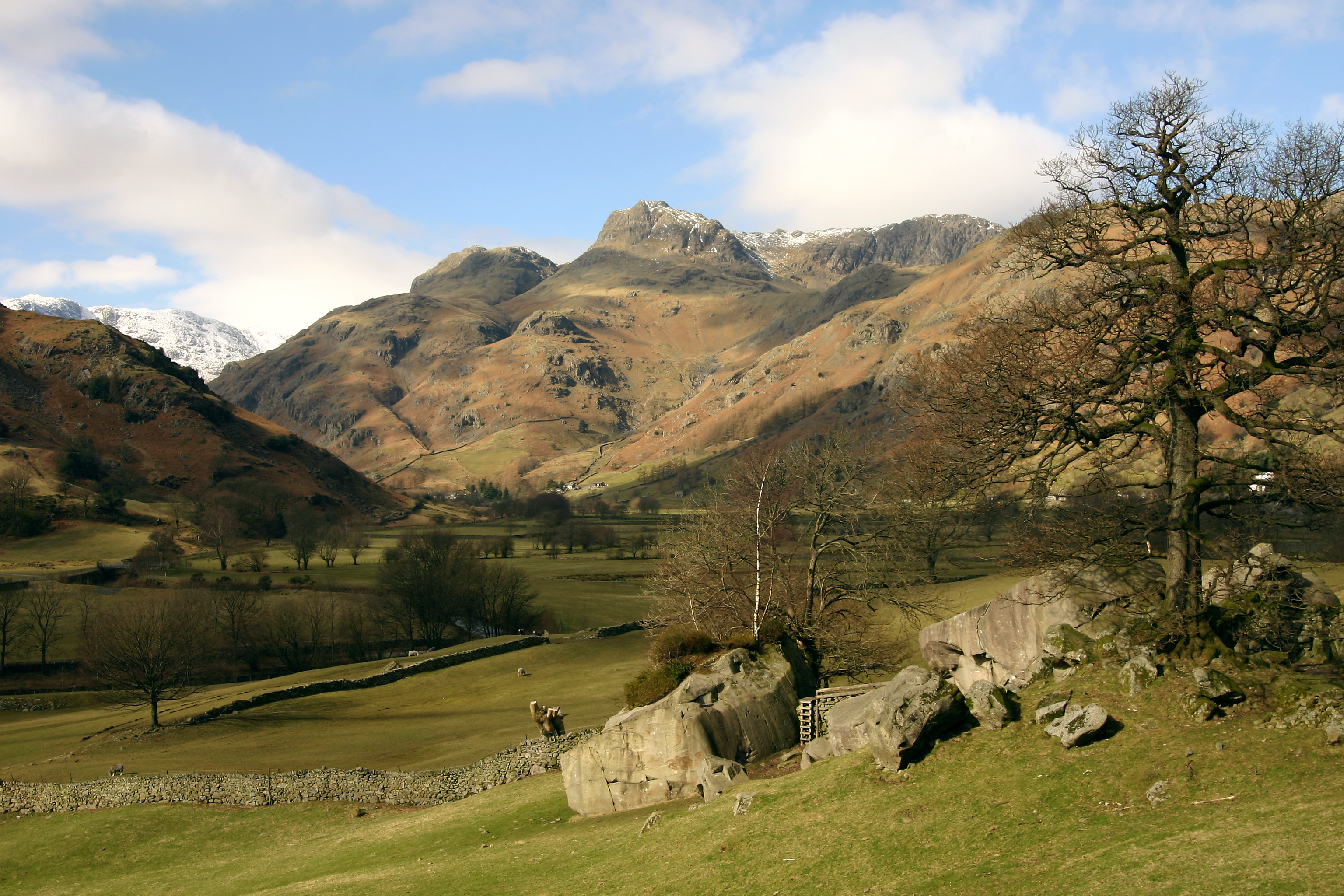
Les Langdale Pikes et quelques blocs rocheux de Langdale dans la vallée de Great Langdale.

Le Pike of Stickle (ou Pike O’ Stickle) présente une altitude de 709 m. Le versant opposé à la vallée met en évidence des roches de même nature que celles de Pavey Ark, des galets de grès et de brèche. Le coteau orienté vers la vallée de Langdale présente différentes strates, en partant du sommet : la formation de Lingmell (composée de tuf volcanique, de lapilli de tuf et de brèche), l'horizon de Crinkle (tuf et de brèche rhyolitique) et le tuf de Bad Step (pseudo-lave de tuf rhyolitique).
Malgré son étroitesse, le sommet offre suffisamment de place pour un cairn entouré de pierres plates. Au premier plan, la vue est d'abord attirée par Loft Crag et Gimmer Crag, et de l'autre côté de la vallée, le sommet le plus visible est Bowfell. On distingue la ligne des Southern Fells, et même le Skiddaw malgré la distance.

## Loft Crag
Loft Crag (d'un mot celte, creag ou craig, signifiant « rocher abrupt »), haut de 682 m, se trouve à mi-chemin entre Harrison Stickle et le Pike o’ Stickle : on enchaîne généralement son ascension avec celle de ses deux voisins. Le sommet de ce fell, plutôt escarpé, surplombe Gimmer Crag, l'un des sites d’escalade les plus appréciés du Lake District. Loft Crag est un piton rocheux de rhyolite, dont la première ascension remonte au début des années 1880 : elle a été accomplie par le père de l’école anglaise d'escalade, Walter Parry Haskett Smith,,.

## Harrison Stickle

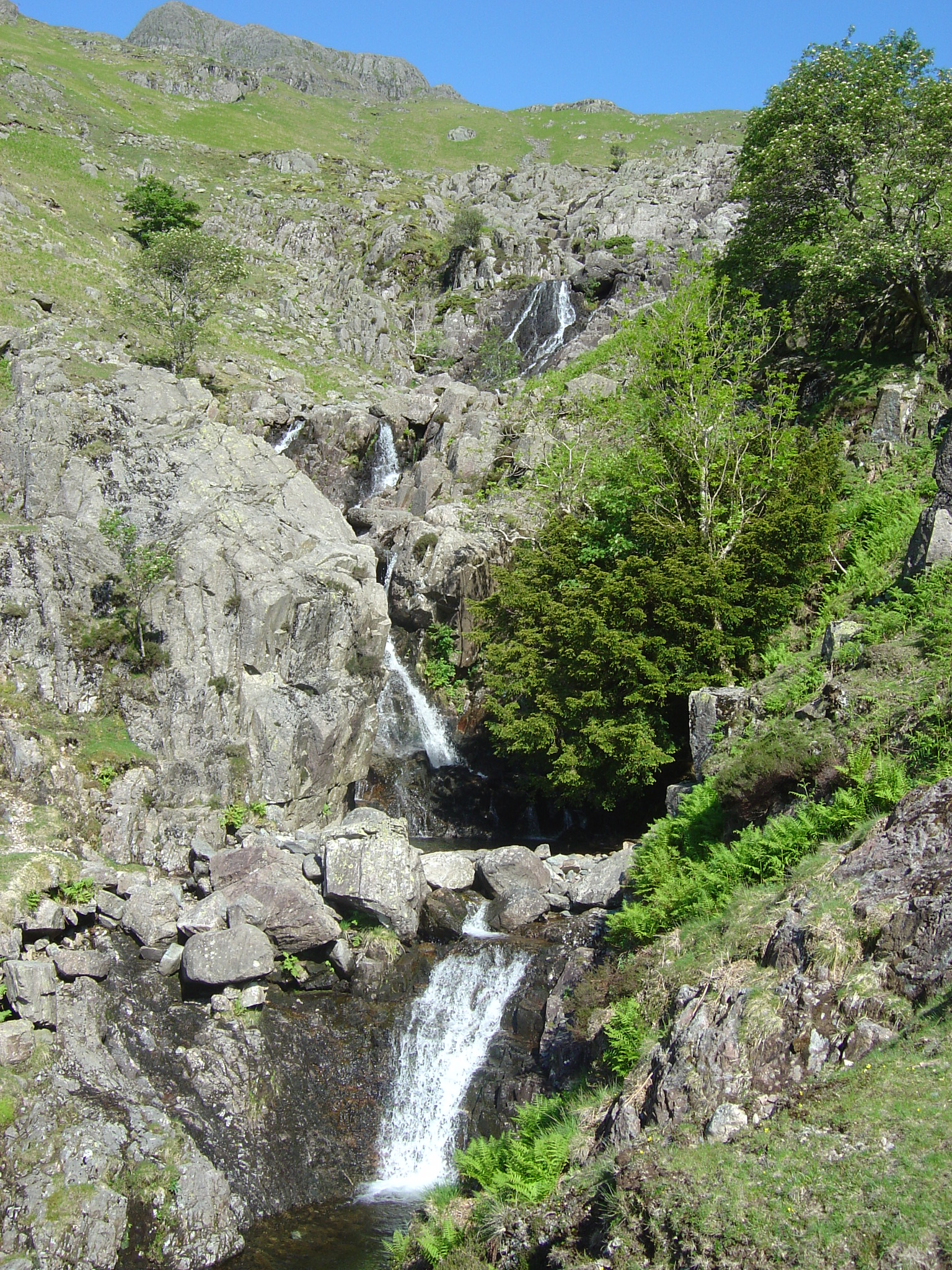
Dungeon Ghyll Force

Harrison Stickle est le point culminant des Langdale Pikes : ses versants sud et est forment une falaise abrupte qui domine de 600 m la vallée, et que l'on aperçoit de loin. Au nord, la crête principale se rattache à Thunacar Knott puis poursuit en s'élevant vers High Raise. La crête se divise et par l'est rejoint le sommet voisin de Pavey Ark : cette paroi très abrupte constitue de loin le paysage le plus impressionnant de la chaîne. Le versant sud-ouest du Harrison Stickle comprend le ravin de Dungeon Ghyll, qui sépare en deux la chaîne des Langdale Pikes jusqu'à Harrison Combe, à une altitude bien inférieure. Le versant ouest du ravin est dominé par Thorn Crag, Loft Crag et enfin le Pike of Stickle. La falaise est de Harrison Stickle surplombe le lac de Stickle Tarn et le torrent qui s'y déverse, ce qui montre que les eaux de cette montagne ruissellent en totalité dans la vallée de Great Langdale. Le lac est un cirque noyé profond de plus de seize mètres, dont le niveau est contrôlé par un déversoir. Les eaux de la retenue sont exploitées pour la consommation domestique des habitants de la vallée.

## Pavey Ark
L'altitude du dernier sommet de la chaîne, Pavey Ark, est de 700 m. La face principale est large d'environ 500 m et présente un surplomb d'environ 120 m. Elle se confond au sud-ouest avec les falaises de Harrison Stickle, tandis que son extrémité nord s'incline vers la vallée de Bright Beck. La retenue de Stickle Tarn, un lac de montagne qu'on a équipé d'un barrage pour accroître sa capacité, se trouve en totalité sur le territoire de Pavey Ark. Le parement en maçonnerie du barrage est suffisamment bas pour préserver la vue sur le lac, et l'eau de la retenue est exploitée pour la consommation des hôtels et des habitations de la vallée. La profondeur du lac est d'environ quinze mètres.